# Triconopsis longicornis
Triconopsis longicornis är en tvåvingeart som beskrevs av Friedrich Georg Hendel 1914. Triconopsis longicornis ingår i släktet Triconopsis och familjen lövflugor.
Artens utbredningsområde är Paraguay. Inga underarter finns listade i Catalogue of Life.